# Mahura
Mahura là một chi nhện trong họ Agelenidae.